# ムハマドゥ＝ナビ・サール
ムハマドゥ＝ナビ・サール（Mouhamadou-Naby Sarr 、1993年8月13日 - ）は、フランス・マルセイユ出身のプロサッカー選手。レディングFC所属。ポジション]はディフェンダー。

## 経歴

### クラブ
パリ・サンジェルマンFCのアカデミーでプレーを始めたが、2008年に退団。その後、オリンピック・リヨンの下部組織に加入。
2012年12月、プロ契約前ながらUEFAヨーロッパリーグのハポエル・イロニ・キリヤット・シュモナFC戦に出場、初ゴールも挙げ2-0の勝利に貢献した。2013年5月、リヨンと3年間のプロ契約を締結した。
2014年7月26日、スポルティングCPに移籍し6年契約を結んだ。契約解除金は4500万ユーロに設定された。
2015年7月28日、スポルティングを退団しイングランド2部のチャールトン・アスレティックFCに加入。5年契約にサインした。2016年6月19日、リーグ・ドゥのレッドスターFC93にローン移籍。
2020年9月11日、ハダースフィールド・タウンFCに移籍。
2022年8月26日、レディングFCに4年契約で移籍。

### 代表
年代別のフランス代表歴がある。2013年、トルコで開催されたU-20ワールドカップに参加した。

## 人物
セネガルにルーツを持つ。実父は元セネガル代表サッカー選手のブバカル・サール。